# Savo Milošević
Savo Milošević (Servisch: Саво Милошевић) (Bijeljina, Joegoslavië, tegenwoordig Bosnië en Herzegovina, 2 september 1973) is een Servische voormalig profvoetballer (aanvaller) en voormalig aanvoerder en international van het nationale elftal van achtereenvolgens Joegoslavië, Servië & Montenegro en Servië. Eind 2008 zette hij een punt achter zijn lange carrière en ging verder als trainer.

## Spelerscarrière

### Servië
Milošević, een linksbenige centrale aanvaller, begon zijn carrière in Servië bij Partizan Belgrado. In drie seizoenen tijd lukte het de spits om een van de meest scorende spitsen in de geschiedenis van de Meridian Superliga te worden. Mede door de vele goals van Milošević, werd Partizan tweemaal kampioen en werd eenmaal de nationale beker gewonnen. Milošević zelf werd in drie jaar tijd tweemaal gekroond tot topscorer en eenmaal pakte hij de Servische bronzen schoen.

### Engeland
Na drie jaar in Belgrado te hebben vertoeft, ging de spits zijn geluk in het buitenland beproeven. Het Engelse Aston Villa kocht hem weg. In de Premier League heeft Milošević de absolute verwachtingen niet geheel kunnen waarmaken. Ondanks bijna dertig doelpunten in drie seizoenen tijd en het winnen van de League Cup (waarin Savo in de finale eenmaal scoorde), miste de aanvaller regelmatig grote kansen in diverse wedstrijden.

### Spanje en Italië
In de zomer van 1998 werd Milošević getransfereerd naar het Spaanse Real Zaragoza. De Serviër was een meer dan gewaardeerde kracht bij deze club uit de Primera División. Tijdens meer dan de helft van zijn gespeelde wedstrijden wist hij het net te vinden. Milošević stond echter ook bekend om zijn organisatie van vele nachtelijke feesten.
De Italiaanse Serie A was het volgende avontuur van de spits, maar dit werd geen succesvolle periode. Anderhalf seizoen verbleef Milošević bij het Italiaanse AC Parma, waarna hij verhuurd werd aan zijn oude club uit Zaragoza waar hij een half seizoen speelde. Nog eens twee seizoenen lang werd de spits verhuurd aan clubs uit Spanje. Een jaar bij Espanyol en een jaar bij Celta de Vigo maakte Milošević een echte teamspeler. Hij scoorde alsnog bijna 15 goals per seizoen, maar de Serviër liet anderen ook beter spelen. Milošević maakte bij Celta de Vigo deel uit van het team dat voor het eerst Europees voetbal speelde, in de UEFA Cup.
Na twee-en-een-half-jaar verhuurd te zijn, besloot Parma haar Servische spits te verkopen. C.A. Osasuna werd voor Milošević zijn vierde Spaanse werkgever. Milošević werd een lokale held door in de wedstrijden tegen de grote Spaanse clubs een immer beslissende rol te spelen. Zijn inzicht en briljante veldspel maakte de inmiddels allround geworden aanvaller enorm populair in Pamplona.

### Rusland
Na drie seizoenen liep het contact van de spits af en besloot hij nog voor een laatste avontuur te gaan. Dit avontuur vond hij in Rusland bij Roebin Kazan, nadat hij niet tot overeenkomst kon komen met Toronto FC uit Canada. De tijd bij Roebin Kazan legde Milošević geen windeieren, de club werd voor het eerst in haar geschiedenis kampioen van de hoogste afdeling van het Russische voetbal. Milošević scoorde de beslissende goal in de kampioenswedstrijd tegen FK Saturn, waardoor Roebin Kazan de derde kampioen werd welke niet uit Moskou afkomstig is. Dit is tevens het laatste wapenfeit van de speler Savo Milošević, daar hij na dat seizoen is gestopt met voetballen.

## Nationaal elftal
Door de constant goede prestaties bij zijn clubteams heeft de internationale carrière van Milošević bijna veertien jaar geduurd. De aanvaller debuteerde reeds in 1994 tijdens de vriendschappelijke wedstrijd van Joegoslavië tegen Brazilië. Hij speelde voor zijn land tijdens het WK 1998 en het EK 2000. Toen Joegoslavië later overging in Servië & Montenegro was Milošević nog steeds een van de vaste waarden. Hij speelde tijdens alle drie de wedstrijden op het WK 2006.
Tijdens het EK 2000 werd Milošević, samen met Patrick Kluivert, gekroond tot topscorer van het toernooi. Beide spelers wisten vijfmaal te scoren, al had Milošević er een wedstrijd minder voor nodig. Tijdens het WK van 2006 in Duitsland speelde Milošević zijn 100ste internationale wedstrijd, maar verloor Servië en Montenegro drie wedstrijden op rij, waardoor de ploeg voortijdig naar huis kon.
Milošević werd daarna nog eenmaal opgeroepen als international; voor het vriendschappelijke duel van Servië tegen Bulgarije, die in het teken stond van het afscheid van de recordinternational. Zijn laatste internationale inspanning werd een memorabele; twee gemiste strafschoppen en twee goals voordat hij definitief afzwaaide als international.
| Interlands van Savo Milošević voor Joegoslavië en Servië en Montenegro | Interlands van Savo Milošević voor Joegoslavië en Servië en Montenegro | Interlands van Savo Milošević voor Joegoslavië en Servië en Montenegro | Interlands van Savo Milošević voor Joegoslavië en Servië en Montenegro | Interlands van Savo Milošević voor Joegoslavië en Servië en Montenegro | Interlands van Savo Milošević voor Joegoslavië en Servië en Montenegro |
| №                                                                      | Datum                                                                  | Wedstrijd                                                              | Uitslag                                                                | Competitie                                                             | Goals                                                                  |
| Als speler van Partizan Belgrado                                       | Als speler van Partizan Belgrado                                       | Als speler van Partizan Belgrado                                       | Als speler van Partizan Belgrado                                       | Als speler van Partizan Belgrado                                       | Als speler van Partizan Belgrado                                       |
| ---------------------------------------------------------------------- | ---------------------------------------------------------------------- | ---------------------------------------------------------------------- | ---------------------------------------------------------------------- | ---------------------------------------------------------------------- | ---------------------------------------------------------------------- |
| 1                                                                      | 23.12.1994                                                             | Brazilië – Joegoslavië                                                 | 2–0                                                                    | Vriendschappelijk                                                      |                                                                        |
| 2                                                                      | 31.01.1995                                                             | Hongkong – Joegoslavië                                                 | 1–3                                                                    | Vriendschappelijk                                                      | Goal · Goal                                                            |
| 3                                                                      | 04.02.1995                                                             | Zuid-Korea – Joegoslavië                                               | 0–1                                                                    | Vriendschappelijk                                                      |                                                                        |
| 4                                                                      | 31.03.1995                                                             | Joegoslavië – Uruguay                                                  | 1–0                                                                    | Vriendschappelijk                                                      | Goal                                                                   |
| 5                                                                      | 31.05.1995                                                             | Joegoslavië – Rusland                                                  | 1–2                                                                    | Vriendschappelijk                                                      |                                                                        |
| Als speler van Aston Villa                                             |                                                                        |                                                                        |                                                                        |                                                                        |                                                                        |
| 6                                                                      | 20.09.1995                                                             | Griekenland – Joegoslavië                                              | 0–2                                                                    | Vriendschappelijk                                                      | Goal                                                                   |
| 7                                                                      | 12.11.1995                                                             | El Salvador – Joegoslavië                                              | 1–4                                                                    | Vriendschappelijk                                                      |                                                                        |
| 8                                                                      | 15.11.1995                                                             | Mexico – Joegoslavië                                                   | 1–4                                                                    | Vriendschappelijk                                                      |                                                                        |
| 9                                                                      | 27.03.1996                                                             | Joegoslavië – Roemenië                                                 | 1–0                                                                    | Vriendschappelijk                                                      |                                                                        |
| 10                                                                     | 24.04.1996                                                             | Joegoslavië – Faeröer                                                  | 1–0                                                                    | WK-kwalificatie                                                        | Goal                                                                   |
| 11                                                                     | 23.05.1996                                                             | Mexico – Joegoslavië                                                   | 0–0                                                                    | Vriendschappelijk                                                      |                                                                        |
| 12                                                                     | 26.05.1996                                                             | Japan – Joegoslavië                                                    | 1–0                                                                    | Vriendschappelijk                                                      |                                                                        |
| 13                                                                     | 02.06.1996                                                             | Joegoslavië – Malta                                                    | 6–0                                                                    | WK-kwalificatie                                                        | Goal                                                                   |
| 14                                                                     | 06.10.1996                                                             | Faeröer – Joegoslavië                                                  | 1–8                                                                    | WK-kwalificatie                                                        | Goal · Goal · Goal                                                     |
| 15                                                                     | 10.11.1996                                                             | Joegoslavië – Tsjechië                                                 | 1–0                                                                    | WK-kwalificatie                                                        |                                                                        |
| 16                                                                     | 07.02.1997                                                             | Rusland – Joegoslavië                                                  | 1–1                                                                    | Vriendschappelijk                                                      |                                                                        |
| 17                                                                     | 10.02.1997                                                             | Hongkong – Joegoslavië                                                 | 1–3                                                                    | Vriendschappelijk                                                      | Goal                                                                   |
| 18                                                                     | 12.03.1997                                                             | Joegoslavië – Rusland                                                  | 0–0                                                                    | Vriendschappelijk                                                      |                                                                        |
| 19                                                                     | 02.04.1997                                                             | Tsjechië – Joegoslavië                                                 | 1–2                                                                    | WK-kwalificatie                                                        | Goal                                                                   |
| 20                                                                     | 30.04.1997                                                             | Joegoslavië – Spanje                                                   | 1–1                                                                    | WK-kwalificatie                                                        |                                                                        |
| 21                                                                     | 20.08.1997                                                             | Rusland – Joegoslavië                                                  | 0–1                                                                    | Vriendschappelijk                                                      |                                                                        |
| 22                                                                     | 11.10.1997                                                             | Malta – Joegoslavië                                                    | 0–5                                                                    | WK-kwalificatie                                                        | Goal                                                                   |
| 23                                                                     | 29.10.1997                                                             | Hongarije – Joegoslavië                                                | 1–7                                                                    | WK-kwalificatie                                                        | Goal                                                                   |
| 24                                                                     | 15.11.1997                                                             | Joegoslavië – Hongarije                                                | 5–0                                                                    | WK-kwalificatie                                                        | Goal                                                                   |
| 25                                                                     | 28.01.1998                                                             | Tunesië – Joegoslavië                                                  | 0–3                                                                    | Vriendschappelijk                                                      |                                                                        |
| 26                                                                     | 25.03.1998                                                             | Colombia – Joegoslavië                                                 | 0–0                                                                    | Vriendschappelijk                                                      |                                                                        |
| 27                                                                     | 29.05.1998                                                             | Joegoslavië – Nigeria                                                  | 3–0                                                                    | Vriendschappelijk                                                      | Goal                                                                   |
| 28                                                                     | 03.06.1998                                                             | Japan – Joegoslavië                                                    | 0–1                                                                    | Vriendschappelijk                                                      |                                                                        |
| 29                                                                     | 06.06.1998                                                             | Zwitserland – Joegoslavië                                              | 1–1                                                                    | Vriendschappelijk                                                      |                                                                        |
| 30                                                                     | 14.06.1998                                                             | Iran – Joegoslavië                                                     | 0–1                                                                    | WK-eindronde                                                           |                                                                        |
| 31                                                                     | 25.06.1998                                                             | Verenigde Staten – Joegoslavië                                         | 0–1                                                                    | WK-eindronde                                                           |                                                                        |
| Als speler van Real Zaragoza                                           |                                                                        |                                                                        |                                                                        |                                                                        |                                                                        |
| 32                                                                     | 02.09.1998                                                             | Joegoslavië – Zwitserland                                              | 1–1                                                                    | Vriendschappelijk                                                      |                                                                        |
| 33                                                                     | 23.09.1998                                                             | Brazilië – Joegoslavië                                                 | 1–1                                                                    | Vriendschappelijk                                                      | Goal                                                                   |
| 34                                                                     | 18.11.1998                                                             | Joegoslavië – Ierland                                                  | 1–0                                                                    | EK-kwalificatie                                                        |                                                                        |
| 35                                                                     | 23.12.1998                                                             | Israël – Joegoslavië                                                   | 2–0                                                                    | Vriendschappelijk                                                      |                                                                        |
| 36                                                                     | 10.02.1999                                                             | Malta – Joegoslavië                                                    | 0–3                                                                    | EK-kwalificatie                                                        | Goal                                                                   |
| 37                                                                     | 08.06.1999                                                             | Joegoslavië – Malta                                                    | 4–1                                                                    | EK-kwalificatie                                                        | Goal · Goal                                                            |
| 38                                                                     | 18.08.1999                                                             | Joegoslavië – Kroatië                                                  | 0–0                                                                    | EK-kwalificatie                                                        |                                                                        |
| 39                                                                     | 01.09.1999                                                             | Ierland – Joegoslavië                                                  | 2–1                                                                    | EK-kwalificatie                                                        |                                                                        |
| 40                                                                     | 05.09.1999                                                             | Joegoslavië – Macedonië                                                | 3–1                                                                    | EK-kwalificatie                                                        |                                                                        |
| 41                                                                     | 08.09.1999                                                             | Macedonië – Joegoslavië                                                | 2–4                                                                    | EK-kwalificatie                                                        | Goal                                                                   |
| 42                                                                     | 09.10.1999                                                             | Kroatië – Joegoslavië                                                  | 2–2                                                                    | EK-kwalificatie                                                        |                                                                        |
| 43                                                                     | 23.02.2000                                                             | Macedonië – Joegoslavië                                                | 1–2                                                                    | Vriendschappelijk                                                      |                                                                        |
| 44                                                                     | 28.03.2000                                                             | Joegoslavië – China                                                    | 1–0                                                                    | Vriendschappelijk                                                      |                                                                        |
| 45                                                                     | 25.05.2000                                                             | China – Joegoslavië                                                    | 0–2                                                                    | Vriendschappelijk                                                      |                                                                        |
| 46                                                                     | 28.05.2000                                                             | Zuid-Korea – Joegoslavië                                               | 0–0                                                                    | Vriendschappelijk                                                      |                                                                        |
| 47                                                                     | 30.05.2000                                                             | Zuid-Korea – Joegoslavië                                               | 0–0                                                                    | Vriendschappelijk                                                      |                                                                        |
| 48                                                                     | 13.06.2000                                                             | Slovenië – Joegoslavië                                                 | 3–3                                                                    | EK-eindronde                                                           | Goal · Goal                                                            |
| 49                                                                     | 18.06.2000                                                             | Noorwegen – Joegoslavië                                                | 0–1                                                                    | EK-eindronde                                                           | Goal                                                                   |
| 50                                                                     | 21.06.2000                                                             | Spanje – Joegoslavië                                                   | 4–3                                                                    | EK-eindronde                                                           | Goal                                                                   |
| 51                                                                     | 25.06.2000                                                             | Nederland – Joegoslavië                                                | 6–1                                                                    | EK-eindronde                                                           | Goal                                                                   |
| Als speler van AC Parma                                                |                                                                        |                                                                        |                                                                        |                                                                        |                                                                        |
| 52                                                                     | 16.08.2000                                                             | Noord-Ierland – Joegoslavië                                            | 1–2                                                                    | Vriendschappelijk                                                      |                                                                        |
| 53                                                                     | 03.09.2000                                                             | Luxemburg – Joegoslavië                                                | 0–2                                                                    | WK-kwalificatie                                                        | Goal                                                                   |
| 54                                                                     | 15.11.2000                                                             | Roemenië – Joegoslavië                                                 | 2–1                                                                    | Vriendschappelijk                                                      |                                                                        |
| 55                                                                     | 24.03.2001                                                             | Joegoslavië – Zwitserland                                              | 1–1                                                                    | WK-kwalificatie                                                        |                                                                        |
| 56                                                                     | 28.03.2001                                                             | Slovenië – Joegoslavië                                                 | 1–1                                                                    | WK-kwalificatie                                                        | Goal                                                                   |
| 57                                                                     | 02.06.2001                                                             | Rusland – Joegoslavië                                                  | 1–1                                                                    | WK-kwalificatie                                                        |                                                                        |
| 58                                                                     | 06.06.2001                                                             | Faeröer – Joegoslavië                                                  | 0–6                                                                    | WK-kwalificatie                                                        | Goal                                                                   |
| 59                                                                     | 15.08.2001                                                             | Joegoslavië – Faeröer                                                  | 2–0                                                                    | WK-kwalificatie                                                        |                                                                        |
| 60                                                                     | 01.09.2001                                                             | Zwitserland – Joegoslavië                                              | 1–2                                                                    | WK-kwalificatie                                                        | Goal                                                                   |
| 61                                                                     | 05.09.2001                                                             | Joegoslavië – Slovenië                                                 | 1–1                                                                    | WK-kwalificatie                                                        |                                                                        |
| 62                                                                     | 06.10.2001                                                             | Joegoslavië – Luxemburg                                                | 6–2                                                                    | WK-kwalificatie                                                        | Goal · Goal                                                            |
| Als speler van Real Zaragoza                                           |                                                                        |                                                                        |                                                                        |                                                                        |                                                                        |
| 63                                                                     | 13.02.2002                                                             | Mexico – Joegoslavië                                                   | 1–2                                                                    | Vriendschappelijk                                                      | Goal                                                                   |
| 64                                                                     | 27.03.2002                                                             | Brazilië – Joegoslavië                                                 | 1–0                                                                    | Vriendschappelijk                                                      |                                                                        |
| 65                                                                     | 17.05.2002                                                             | Oekraïne – Joegoslavië                                                 | 2–0                                                                    | Vriendschappelijk                                                      |                                                                        |
| 66                                                                     | 19.05.2002                                                             | Rusland – Joegoslavië                                                  | 1–1                                                                    | Vriendschappelijk                                                      |                                                                        |
| Als speler van RCD Espanyol                                            |                                                                        |                                                                        |                                                                        |                                                                        |                                                                        |
| 67                                                                     | 21.08.2002                                                             | Bosnië en Herzegovina – Joegoslavië                                    | 0–2                                                                    | Vriendschappelijk                                                      |                                                                        |
| 68                                                                     | 06.09.2002                                                             | Tsjechië – Joegoslavië                                                 | 5–0                                                                    | Vriendschappelijk                                                      |                                                                        |
| 69                                                                     | 12.10.2002                                                             | Italië – Joegoslavië                                                   | 1–1                                                                    | EK-kwalificatie                                                        |                                                                        |
| 70                                                                     | 16.10.2002                                                             | Joegoslavië – Finland                                                  | 2–0                                                                    | EK-kwalificatie                                                        |                                                                        |
| 71                                                                     | 20.11.2002                                                             | Frankrijk – Joegoslavië                                                | 3–0                                                                    | Vriendschappelijk                                                      |                                                                        |
| 72                                                                     | 12.02.2003                                                             | Servië en Montenegro – Azerbeidzjan                                    | 2–2                                                                    | EK-kwalificatie                                                        |                                                                        |
| 73                                                                     | 27.03.2003                                                             | Servië en Montenegro – Bulgarije                                       | 1–2                                                                    | Vriendschappelijk                                                      |                                                                        |
| 74                                                                     | 30.04.2003                                                             | Duitsland – Servië en Montenegro                                       | 1–0                                                                    | Vriendschappelijk                                                      |                                                                        |
| 75                                                                     | 03.06.2003                                                             | Engeland – Servië en Montenegro                                        | 2–1                                                                    | Vriendschappelijk                                                      |                                                                        |
| 76                                                                     | 07.06.2003                                                             | Finland – Servië en Montenegro                                         | 3–0                                                                    | EK-kwalificatie                                                        |                                                                        |
| 77                                                                     | 11.06.2003                                                             | Azerbeidzjan – Servië en Montenegro                                    | 2–1                                                                    | EK-kwalificatie                                                        |                                                                        |
| Als speler van Celta de Vigo                                           |                                                                        |                                                                        |                                                                        |                                                                        |                                                                        |
| 78                                                                     | 20.08.2003                                                             | Servië en Montenegro – Wales                                           | 1–0                                                                    | EK-kwalificatie                                                        |                                                                        |
| 79                                                                     | 10.09.2003                                                             | Servië en Montenegro – Italië                                          | 1–1                                                                    | EK-kwalificatie                                                        |                                                                        |
| 80                                                                     | 11.10.2003                                                             | Wales – Servië en Montenegro                                           | 2–3                                                                    | EK-kwalificatie                                                        | Goal                                                                   |
| 81                                                                     | 16.11.2003                                                             | Polen – Servië en Montenegro                                           | 4–3                                                                    | Vriendschappelijk                                                      |                                                                        |
| 82                                                                     | 11.07.2004                                                             | Servië en Montenegro – Slowakije                                       | 2–0                                                                    | Vriendschappelijk                                                      | Goal                                                                   |
| 83                                                                     | 13.07.2004                                                             | Japan – Servië en Montenegro                                           | 1–0                                                                    | Vriendschappelijk                                                      |                                                                        |
| Als speler van CA Osasuna                                              |                                                                        |                                                                        |                                                                        |                                                                        |                                                                        |
| 84                                                                     | 18.08.2004                                                             | Slovenië – Servië en Montenegro                                        | 1–1                                                                    | Vriendschappelijk                                                      |                                                                        |
| 85                                                                     | 04.09.2004                                                             | San Marino – Servië en Montenegro                                      | 0–3                                                                    | WK-kwalificatie                                                        |                                                                        |
| 86                                                                     | 09.10.2004                                                             | Bosnië en Herzegovina – Servië en Montenegro                           | 0–0                                                                    | WK-kwalificatie                                                        |                                                                        |
| 87                                                                     | 13.10.2004                                                             | Servië en Montenegro – San Marino                                      | 5–0                                                                    | WK-kwalificatie                                                        | Goal                                                                   |
| 88                                                                     | 17.11.2004                                                             | België – Servië en Montenegro                                          | 0–2                                                                    | WK-kwalificatie                                                        |                                                                        |
| 89                                                                     | 09.02.2005                                                             | Bulgarije – Servië en Montenegro                                       | 0–0                                                                    | Vriendschappelijk                                                      |                                                                        |
| 90                                                                     | 30.03.2005                                                             | Servië en Montenegro – Spanje                                          | 0–0                                                                    | WK-kwalificatie                                                        |                                                                        |
| 91                                                                     | 15.08.2005                                                             | Polen – Servië en Montenegro                                           | 3–2                                                                    | Vriendschappelijk                                                      |                                                                        |
| 92                                                                     | 17.08.2005                                                             | Oekraïne – Servië en Montenegro                                        | 2–1                                                                    | Vriendschappelijk                                                      |                                                                        |
| 93                                                                     | 03.09.2005                                                             | Servië en Montenegro – Litouwen                                        | 2–0                                                                    | WK-kwalificatie                                                        | Goal                                                                   |
| 94                                                                     | 08.10.2005                                                             | Litouwen – Servië en Montenegro                                        | 0–2                                                                    | WK-kwalificatie                                                        |                                                                        |
| 95                                                                     | 13.11.2005                                                             | China – Servië en Montenegro                                           | 0–2                                                                    | Vriendschappelijk                                                      |                                                                        |
| 96                                                                     | 16.11.2005                                                             | Zuid-Korea – Servië en Montenegro                                      | 2–0                                                                    | Vriendschappelijk                                                      |                                                                        |
| 97                                                                     | 01.03.2006                                                             | Tunesië – Servië en Montenegro                                         | 0–1                                                                    | Vriendschappelijk                                                      |                                                                        |
| 98                                                                     | 27.05.2006                                                             | Servië en Montenegro – Uruguay                                         | 1–1                                                                    | Vriendschappelijk                                                      |                                                                        |
| 99                                                                     | 11.06.2006                                                             | Servië en Montenegro – Nederland                                       | 0–1                                                                    | WK-eindronde                                                           |                                                                        |
| 100                                                                    | 16.06.2006                                                             | Argentinië – Servië en Montenegro                                      | 6–0                                                                    | WK-eindronde                                                           |                                                                        |
| 101                                                                    | 21.06.2006                                                             | Ivoorkust – Servië en Montenegro                                       | 3–2                                                                    | WK-eindronde                                                           |                                                                        |
| Als speler van Roebin Kazan                                            |                                                                        |                                                                        |                                                                        |                                                                        |                                                                        |
| 102                                                                    | 19.11.2008                                                             | Servië – Bulgarije                                                     | 6–1                                                                    | Vriendschappelijk                                                      | Goal · Goal                                                            |

## Clubstatistieken
| seizoen | club              | land        | competitie         | duels | goals |
| ------- | ----------------- | ----------- | ------------------ | ----- | ----- |
| 1992/93 | Partizan Belgrado | Joegoslavië | Meridian Superliga | 31    | 14    |
| 1993/94 | Partizan Belgrado | Joegoslavië | Meridian Superliga | 32    | 30    |
| 1994/95 | Partizan Belgrado | Joegoslavië | Meridian Superliga | 35    | 30    |
| 1995/96 | Aston Villa       | Engeland    | Premier League     | 37    | 12    |
| 1996/97 | Aston Villa       | Engeland    | Premier League     | 30    | 9     |
| 1997/98 | Aston Villa       | Engeland    | Premier League     | 23    | 7     |
| 1998/99 | Real Zaragoza     | Spanje      | Primera División   | 35    | 17    |
| 1999/00 | Real Zaragoza     | Spanje      | Primera División   | 37    | 20    |
| 2000/01 | AC Parma          | Italië      | Serie A            | 21    | 8     |
| 2001/02 | AC Parma          | Italië      | Serie A            | 10    | 1     |
| 2001/02 | Real Zaragoza     | Spanje      | Primera División   | 16    | 6     |
| 2002/03 | Espanyol          | Spanje      | Primera División   | 34    | 12    |
| 2003/04 | Celta de Vigo     | Spanje      | Primera División   | 37    | 14    |
| 2004/05 | C.A. Osasuna      | Spanje      | Primera División   | 27    | 16    |
| 2005/06 | C.A. Osasuna      | Spanje      | Primera División   | 32    | 11    |
| 2006/07 | C.A. Osasuna      | Spanje      | Primera División   | 23    | 4     |
| 2008    | Roebin Kazan      | Rusland     | Premjer-Liga       | 16    | 3     |
| Totaal  | Totaal            | Totaal      | Totaal             | 476   | 214   |

## Erelijst
- Kampioen van Klein-Joegoslavië: 1994, 1995
- Bekerwinnaar Klein-Joegoslavië: 1994
- League Cup: 1996
- Russisch kampioen: 2008
- Topscorer Klein-Joegoslavië: 1994, 1995
- Topscorer EK 2000
- Speler in EK 2000 Elftal
- Servisch record international

## Trainersloopbaan
Tussen 2011 en 2012 was hij assistent van bondscoach Branko Brnović bij het Montenegrijns voetbalelftal. Op 27 maart 2019 werd hij aangesteld als trainer van FK Partizan.